# Contea di Oneida (New York)
La contea di Oneida, in inglese Oneida County, è una contea dell'area centrale dello Stato di New York negli Stati Uniti. Il capoluogo di contea è Utica.

## Geografia fisica
La contea si trova nel centro-nord dello Stato. Il territorio è prevalentemente collinare nel sud e si innalza a creare i monti Adirondack a ovest. Il fiume Mohawk scorre da nord a sud per poi piegare all'altezza di Rome verso oriente. Uno sbarramento nell'alto corso del Mohawk forma il lago Delta. A partire da Rome, il Mohawk scorre parallelo al canale Erie che taglia la contea in due scorrendo nell'area centrale da ovest a est.
Prima di lasciare la contea il fiume Mohawk bagna la città di Utica, che funge da capoluogo di contea. Il Mohawk riceve da sud l'Oriskany Creek ed il Sauquoit Creek. La parte orientale del lago Oneida ricade della contea ad occidente. Il Fish Creek, i cui vari rami scorrono nella parte settentrionale della contea, defluisce nel lago Oneida. Parte del confine con la contea di Madison è segnato dall'Oneida Creek che sfocia nel lago omonimo. Nel territorio si trovano monumenti dedicati alla guerra d'indipendenza, tra cui Fort Stanwix.
Clinton è sede dell'Hamilton College.

### Contee confinanti
- Contea di Lewis - nord
- Contea di Herkimer - est
- Contea di Otsego - sud-est
- Contea di Madison - sud-ovest
- Contea di Oswego - ovest

## Storia
I primi abitanti del territorio della contea furono i nativi Oneida. Quando furono istituite le Province di New York nel 1683, l'area dell'attuale contea faceva parte della contea di Albany. La contea di Oneida fu istituita nel 1798, separandola dalla contea di Herkimer. Deve il suo nome ai nativi dell'area. La contea occupava allora una superficie molto maggiore rispetto a quella attuale. Nel 1805 ne furono separati i territori delle contee di Jefferson e Lewis. Nel 1816 altri territori furono assegnati alla contea di Oswego.

## Comuni
- Annsville - town
- Augusta - town
- Ava - town
- Boonville - town
- Bridgewater - town
- Camden - town
- Deerfield - town
- Florence - town
- Floyd - town
- Forestport - town
- Kirkland - town
- Lee - town
- Marcy - town
- Marshall - town
- New Hartford - town
- Paris - town
- Remsen - town
- Rome - city
- Sangerfield - town
- Sherrill - city
- Steuben - town
- Trenton - town
- Utica (capoluogo) - city
- Vernon - town
- Verona - town
- Vienna - town
- Western - town
- Westmoreland - town
- Whitestown - town